# Datenbankdump
Teilweise oder ganze Auszüge aus einer Datenbank werden als Datenbankdump (dump = engl. für Auszug) bezeichnet. Derartige Auszüge werden für die Datensicherung oder Portierung der Datenbank erstellt.
Ein Datenbankdump kann aber auch nur die Struktur der Datenbank ohne Daten beinhalten. Ein derartiger Abzug der Datenbank wird z. B. verwendet, um Entwicklungen eines Projektes von einer Testdatenbank in eine produktive Datenbank zu überführen.
Die Form eines solchen Extrakts unterscheidet sich je nach Anwendung. Das Produkt kann dabei eine komprimierte Datei für eine Datensicherung sein oder auch eine Liste von SQL-Befehlen.
Der Vorteil liegt dabei in der Unabhängigkeit der Daten. Über einen Dump lassen sich die Daten über verschiedene Versionen hinweg problemlos wieder in die Datenbank zurückspielen, es ist auch ein Portieren in ein anderes Datenbanksystem möglich.
Auszug eines MySQL Dumps
Hier wird eine Tabelle mit zwei Zeilen befüllt. Der Dump ist somit für diverse SQL-basierende Datenbanken lesbar.
Erstellt wurde er für MySQL.
```
#

# Table structure for table test222

#

CREATE
 
TABLE
 
'test222'
 
(

  
'Id'
 
int
(
6
)
 
unsigned
 
NOT
 
NULL
 
auto_increment
,

  
'inhalt'
 
varchar
(
255
)
 
default
 
NULL
,

  
PRIMARY
 
KEY
 
(
'Id'
)

)
 
TYPE
=
MyISAM
;

#

# Dumping data for table test222

#

INSERT
 
INTO
 
'test222'
 
VALUES
 
(
1
,
 
'Zeile1'
);

INSERT
 
INTO
 
'test222'
 
VALUES
 
(
2
,
 
'Zeile2'
);

```

## Vorteile
- Portierbarkeit
- Versionsunabhängigkeit
- Menschenlesbarkeit

## Nachteile
- Große Dumps (Große Dateien)